# 高血壓性腦病變
高血壓性腦病變（Hypertensive encephalopathy，簡稱HE）是一種因高血壓危急症引起的腦部症狀。症狀包含頭痛、嘔吐、肢體平衡困難，以及意識混亂。高血壓腦病變通常為突發性，併發症包含癲癇發作、可逆性后部脑病综合征（PRES），以及視網膜出血。
高血壓腦病變的患者血壓通常高於 200/130 mmHg 。偶爾會在血壓僅在 160/100 mmHg 以上時發生。本病症可能出現於腎功能衰竭患者、長期服用抗高血压药卻驟然停藥者、嗜鉻細胞瘤患者，以及服用单胺氧化酶抑制剂（MAOI）期間確有攝入含有酪胺成分食物者。若發生於妊娠則稱為子癇。診斷必須排除其他可能的原因。
治療目標為降低血壓，常用降血壓藥物包含靜脈注射拉贝洛尔（Labetalol）或硝普钠（sodium nitroprusside）。妊娠患者則可能可以使用硫酸鎂。其他的藥物則可並用抗癲癇藥物等等。
高血壓性腦病變並不常見，一般相信較常發生於就醫困難的族群。該名詞最早由歐本海默（Oppenheimer）和菲希伯格（Fishberg）於1928年引入，歸於高血壓危急症之一